# Tedo Dzjaparidze

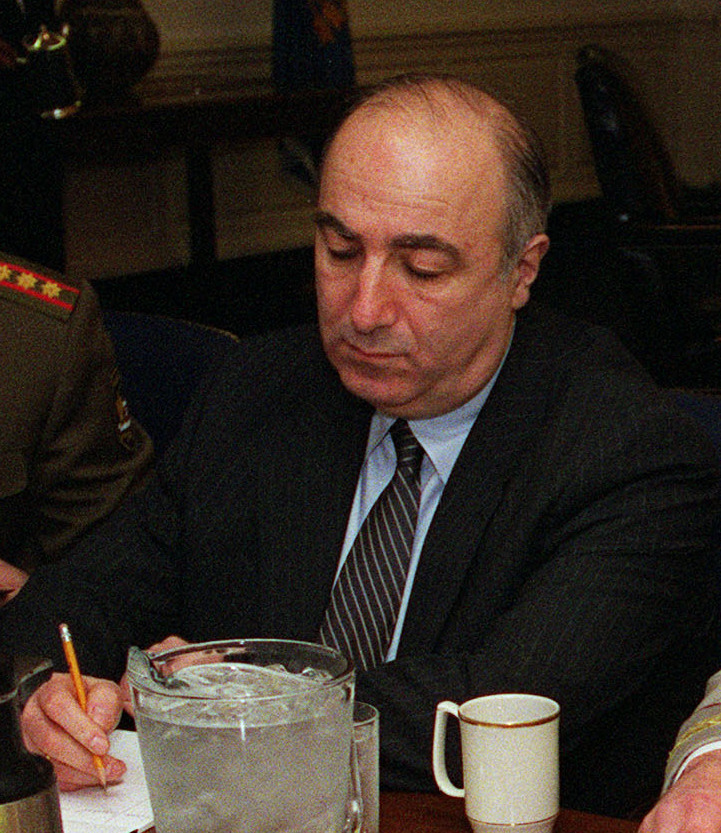
Tedo Japaridze

Tedo Dzjaparidze (Georgisch: თედო ჯაფარიძე) (Tbilisi, 8 september 1946) is een Georgisch politicus en diplomaat.
Dzjaparidze werd geboren in Tbilisi, de hoofdstad van Georgië (toen de Georgische SSR, Sovjet-Unie). Hij studeerde af aan de Staatsuniversiteit van Tbilisi in 1971 en werkte daar tot 1974. Na zijn studies aan het Instituut van Studies van de VS en Canada keerde hij terug naar Georgië. Hij werkte daarna voor het ministerie van Buitenlandse Zaken van Georgië en werd in augustus 1991 tevens benoemd tot viceminister van BZ.
Na de bloedeloze Rozenrevolutie, die Edoeard Sjevardnadzes presidentschap ten einde bracht, diende hij als minister van Buitenlandse Zaken in de nieuwe regering van 30 november 2003 tot 18 maart 2004.